# دفتر خاطرات بی تاریخ من
خاطرات بی تاریخ من مجموعه‌ای از مقالات زندگینامه‌ای از راسی پورام کریشناسوامی اییر نارایاناسوامی است که در سال ۱۹۶۰ منتشر شده‌است. این کتاب حاصل نوشته‌هایی بود که او در طول سفر خود به ایالات متحده در سال ۱۹۵۶ نوشت. این کتاب بر تعاملات نارایان با مردم منطقه آمریکا تمرکز دارد. این کتاب همچنین نظرات نارایان را نسبت به غرب به صورت کلی و بدون اشاره به جزئیات و تأیید آنها ذکر می‌کند. و در عین حال نشان می‌دهد که شکاف زیادی بین ارزش‌های آنها و ارزش‌های او وجود ندارد. این کتاب نظرات و بینش‌هایی را در مورد نویسنده و موضوعات او ارائه می‌دهد.